# Österreichisches Grünes Kreuz

Logo der Grünen Kreuz Rettung und Soziale Dienste gemeinnützige GmbH mit Sitz in Wien

Das Österreichische Grüne Kreuz ist eine gemeinnützige GmbH mit Sitz in Wien. Es leistet vor allem Krankentransporte, aber auch Rettungs- und Intensivtransporte, Ambulanzdienste, Überstellungs- und Rückholungstransporte sowie Pandemiedienste. Er besitzt außerdem eine Rettungshundestaffel und erledigt Altkleidersammlungen. Zusätzlich beteiligt sich der Verein an der Ausbildung von staatlich anerkannten Rettungssanitätern sowie Notfallsanitätern und bietet diverse Kurse in Erster Hilfe in einem eigenen Ausbildungszentrum an.
Der Verein steht in keiner Verbindung zum „Verein Grünes Kreuz Steiermark“.

## Geschichte
Der Verein wurde 1993 von Walter Tögel und seinem Stellvertreter Manfred Rotter gegründet. Die erste Ausfahrt erfolgte von der damaligen Dienststelle Gramatneusiedl. 1994 wurde eine zweite Dienststelle in Mannswörth bei Schwechat eingerichtet. 1997 wurde in Wien-Simmering, Dreherstraße 39, eine Zentrale eingerichtet. 2005 folgte die Etablierung neuer Dienststellen in Leopoldsdorf, Aspang und St. Pölten. 2006 entstanden weitere in Graz, Rannersdorf bei Schwechat Seit Juli 2009 besteht in Wiener Neustadt eine weitere Dienststelle.
Der Verein gehört zu den in Niederösterreich behördlich anerkannten Rettungsorganisationen und befindet sich seit November 2008 im Wiener Rettungsverbund. Er arbeitet mit den großen Wiener Rettungsorganisationen (4 für Wien) zusammen. Im Jahr 2010 absolvierte das Grüne Kreuz 11.052 Einsätze im Auftrag der allgemeinen Notruforganisation (Notrufnummer 144) in Wien, rund 4,5 Prozent der gesamten Einsätze.
Die Organisation erhielt im September 2000 die ISO 9002-Zertifizierung für Qualitätsmanagement. Im September 2003 wurde die ISO 9002-Zertifizierung zur ISO 9001:2000 und im September 2018 auf die ISO 9001:2015 reorganisiert.
Im Jahr 2020 wurden insgesamt 213.000 Transporte nach Wien, Niederösterreich, Burgenland, Steiermark, Salzburg und weitere Länder in der EU durchgeführt.
Im Juli 2015 wurde bekannt, dass das Wiener Rote Kreuz das Grüne Kreuz übernehmen möchte, ein Vorvertrag für die Übernahme wurde unterzeichnet. Die beiden Organisationen wollen vorbehaltlich der behördlichen Genehmigungen ab 1. September 2015 bei der Verwaltung zusammenarbeiten. Im November genehmigte die Bundeswettbewerbsbehörde (BWB) die Fusion vom Wiener Grünen Kreuz mit dem Roten Kreuz. Vom Zusammenschluss ausgenommen sind die Standorte des Grünen Kreuzes in Niederösterreich und der Steiermark, diese werden unter dem Firmennamen „GRK-Gemeinnützige Rettungs- und Krankentransporte GmbH“ weitergeführt. Am 1. Jänner 2019 wurde die Dienststelle in Graz geschlossen und das Unternehmen am 18. Juli 2023 amtswegig „infolge vermuteter Vermögenslosigkeit“ gelöscht.

## Organisation

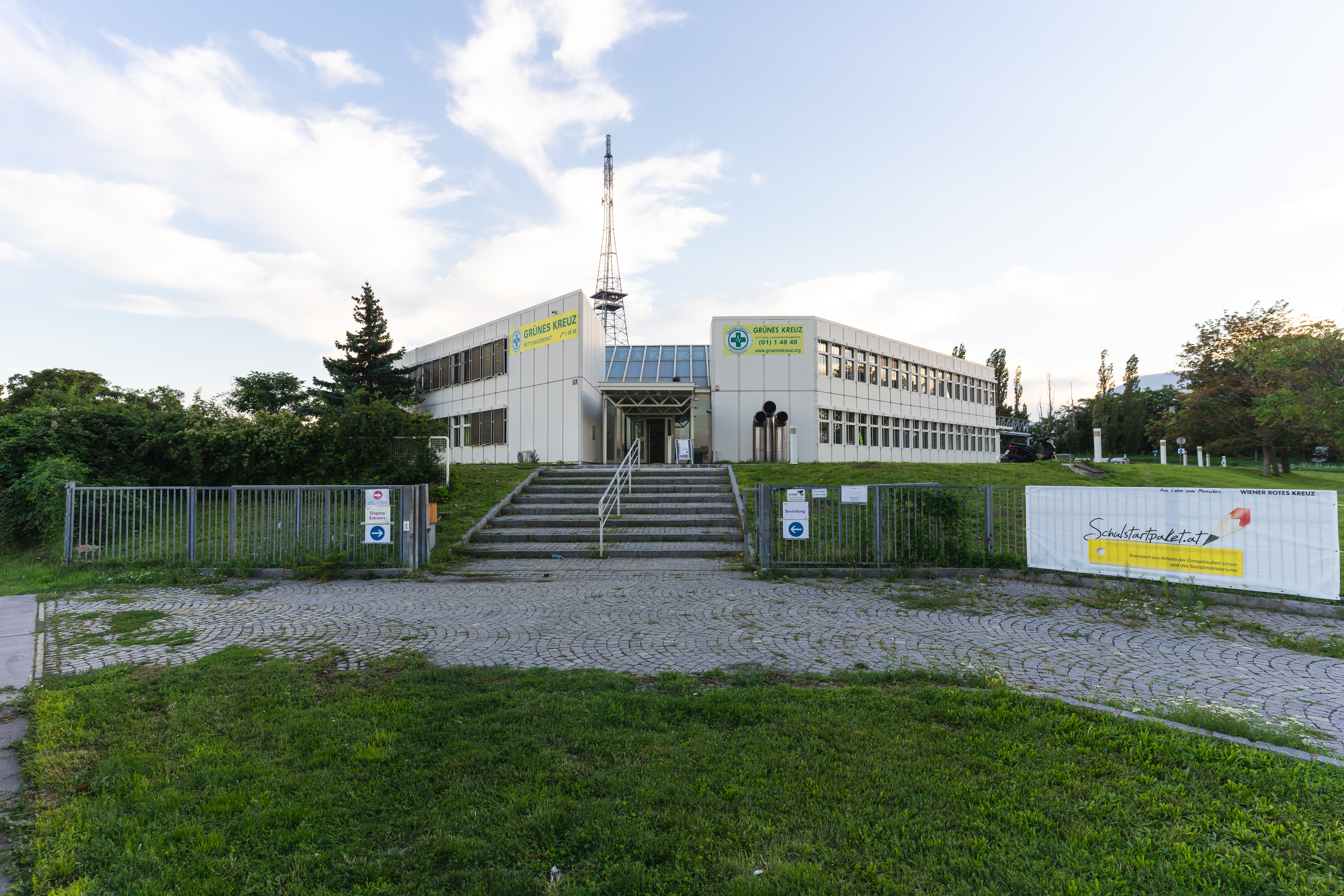
Haupteingang der Zentrale im 23. Bezirk

Das Grüne Kreuz beschäftigt 180 hauptberufliche Mitarbeiter, 50 ehrenamtliche Personen und ist als Zivildiensteinrichtung für ca. 150 Zivildiener jährlich verantwortlich. Zusätzlich gibt es einen Pool von 35 Notärzten für Intensivtransporte.
Im Jahr 2010 wurde mit einem Spezialfahrzeug (Baby-NAW) ein neonatales Transportnetz in Wien aufgebaut. Dieses wird heute noch als einzige Organisation in Wien geführt. Dabei werden Inkubatoren des Grünen Kreuzes in Krankenhäusern abgestellt, welche dann jederzeit für neonatale Notfälle verwendet werden können, und ggf. von Krankenhaus zu Krankenhaus, schnellstmöglich transferiert werden.
Die Hauptdienststelle liegt in Wien, Liesing und ist unter 01 148 49 erreichbar.
Das Areal umfasst eine Eingangshalle, Verwaltungsbüros, das Ausbildungszentrum mit 3 Lehrsälen sowie die Umkleidekabinen für Frauen und Männer, ein Aufenthaltsraum und die Fahrzeughalle. Ebenfalls besitzt das Grüne Kreuz eine hauseigene Werkstatt in der alle Fahrzeuge und Medizingeräte regelmäßig gewartet und repariert werden können.

## Rettungsmittel

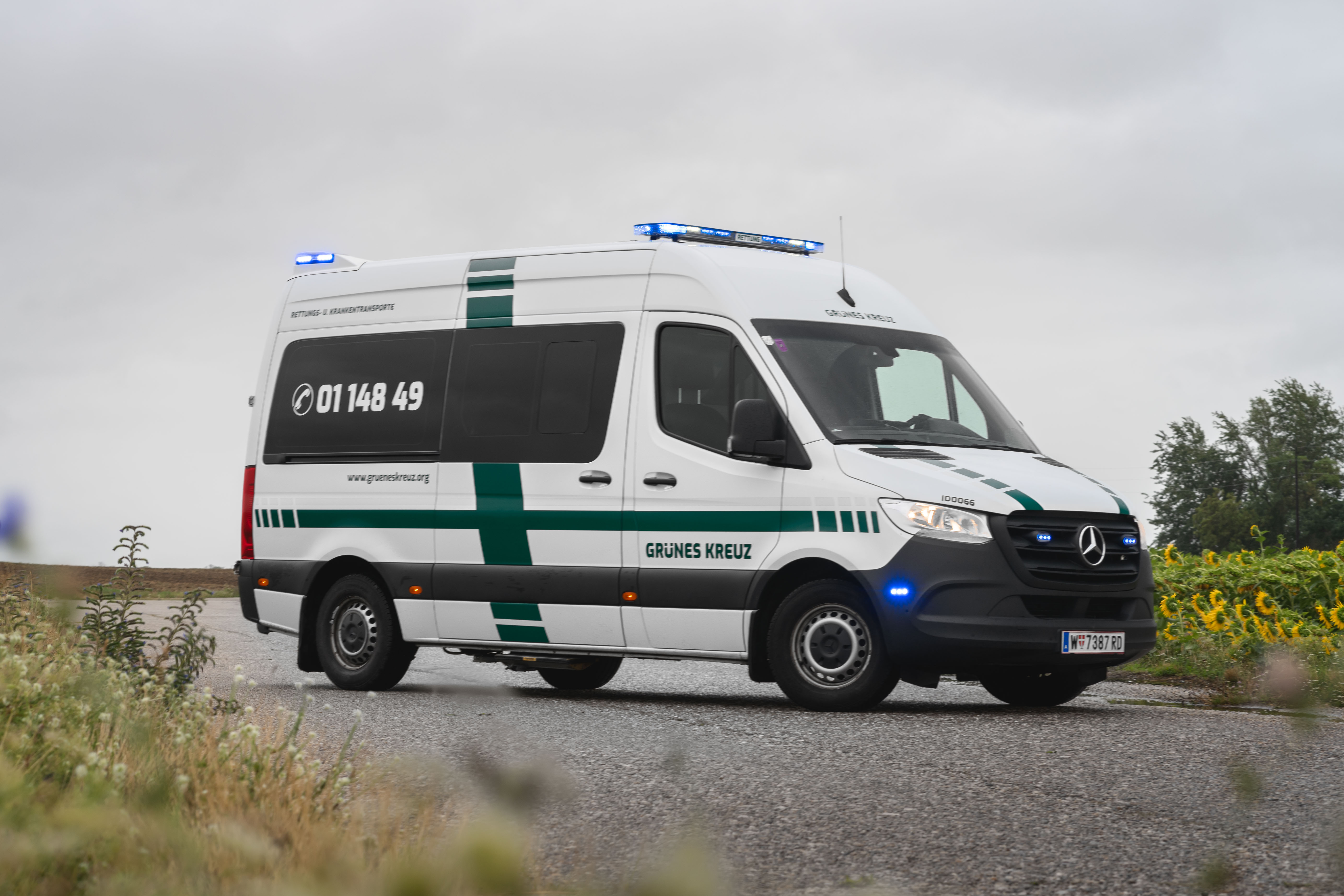
Mercedes Sprinter KTW

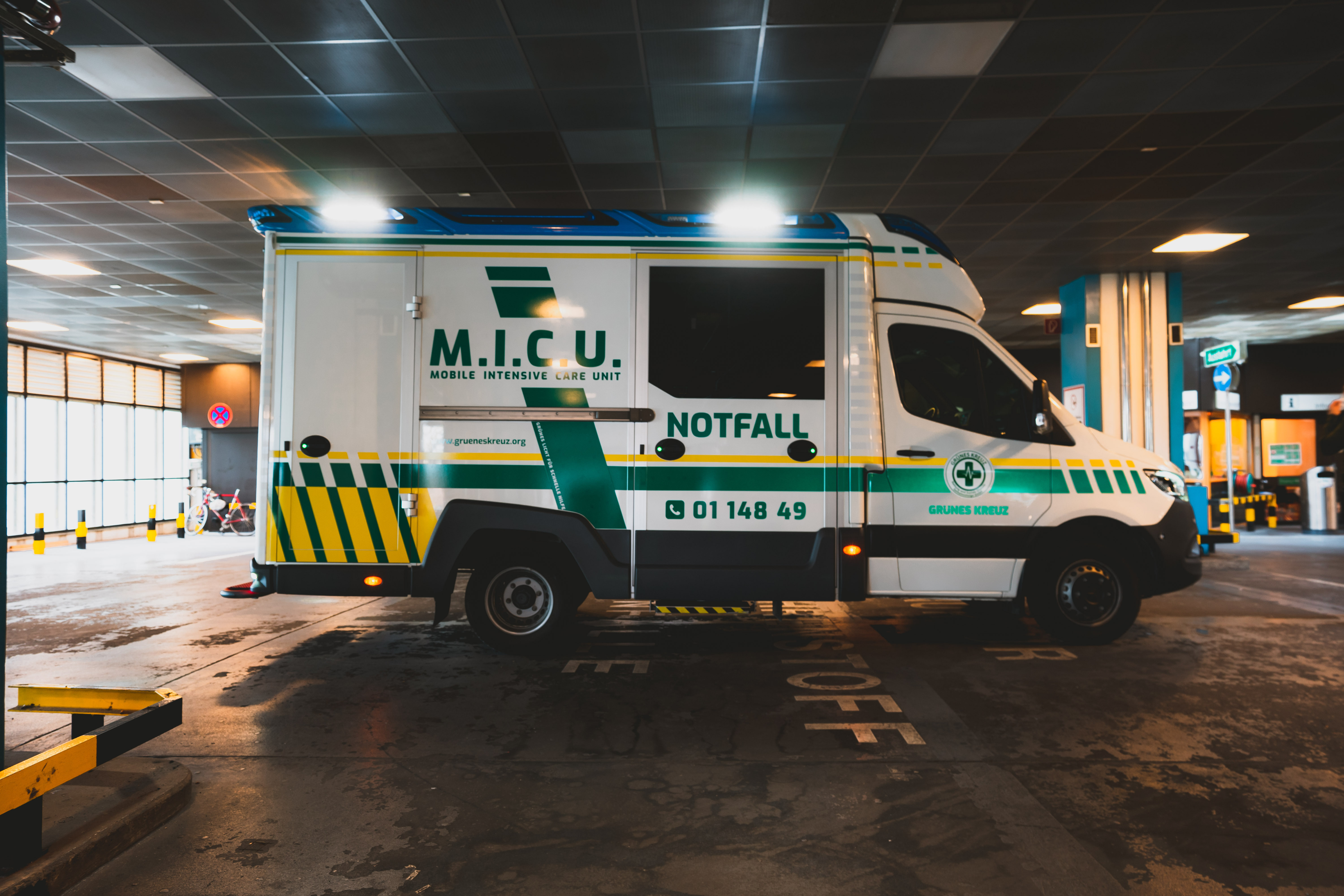
Schwerlast-Intensivtransporter (M.I.C.U.)

Insgesamt verfügt das Grüne Kreuz über 80 Einsatzfahrzeuge. Dabei handelt es sich hauptsächlich um Krankentransportwagen (KTW) und Notfallkrankenwagen (NKTW), aber auch Rettungswagen (RTW) und Intensivtransportwagen (ITW). Zusätzlich verfügt die Organisation über Lastkraftwagen, Kommandofahrzeuge, Anhänger, Spezialfahrzeuge für den Hundetransport und Bagger für den Katastrophenhilfsdienst.
- Krankentransportwagen (KTWs): bestehend aus Mercedes Sprinter, Volkswagen T5 sowie Ford Transit.
- Notfallkrankentransportwagen (NKTWs): bestehend aus Mercedes Sprinter und Volkswagen T5.
- Rettungswagen (RTWs): bestehend aus Mercedes Sprinter
- Intensivtransportwagen (ITWs): bestehend aus Mercedes Sprinter
- Schwerlast ITW: Seit 2021 besitzt das Grüne Kreuz einen Schwerlast Intensivtransporter mit der Basis eines Mercedes Sprinter 419 CDI und einem Ambulanzmobile TIGIS Europa Aufbau.

Das Grüne Kreuz hat in Vergangenheit verschiedene Aufbauten der Firmen Dlouhy sowie Ambuliner verwendet, heutzutage werden alle neuen Fahrzeuge (Mercedes Sprinter) von der Firma AMZ ausgestattet.

### Medizinprodukte im Einsatz beim Grünen Kreuz
- Schiller
  - Argus Pro Lifecare 2
  - Defigard Touch 7
- Philips
  - InellVue MMS X2
- Air Liquide Medical Systems
  - Monnal T60
- Dräger
  - Oxylog 2000
  - Oxylog 3000
  - Oxylog 3000+
  - Transport-Inkubator 5400
- Acutronic Medical Systems
  - Fabian Therapy +nCPAP
- B. Braun
  - Perfusor Compact 5
- CPAP Maske

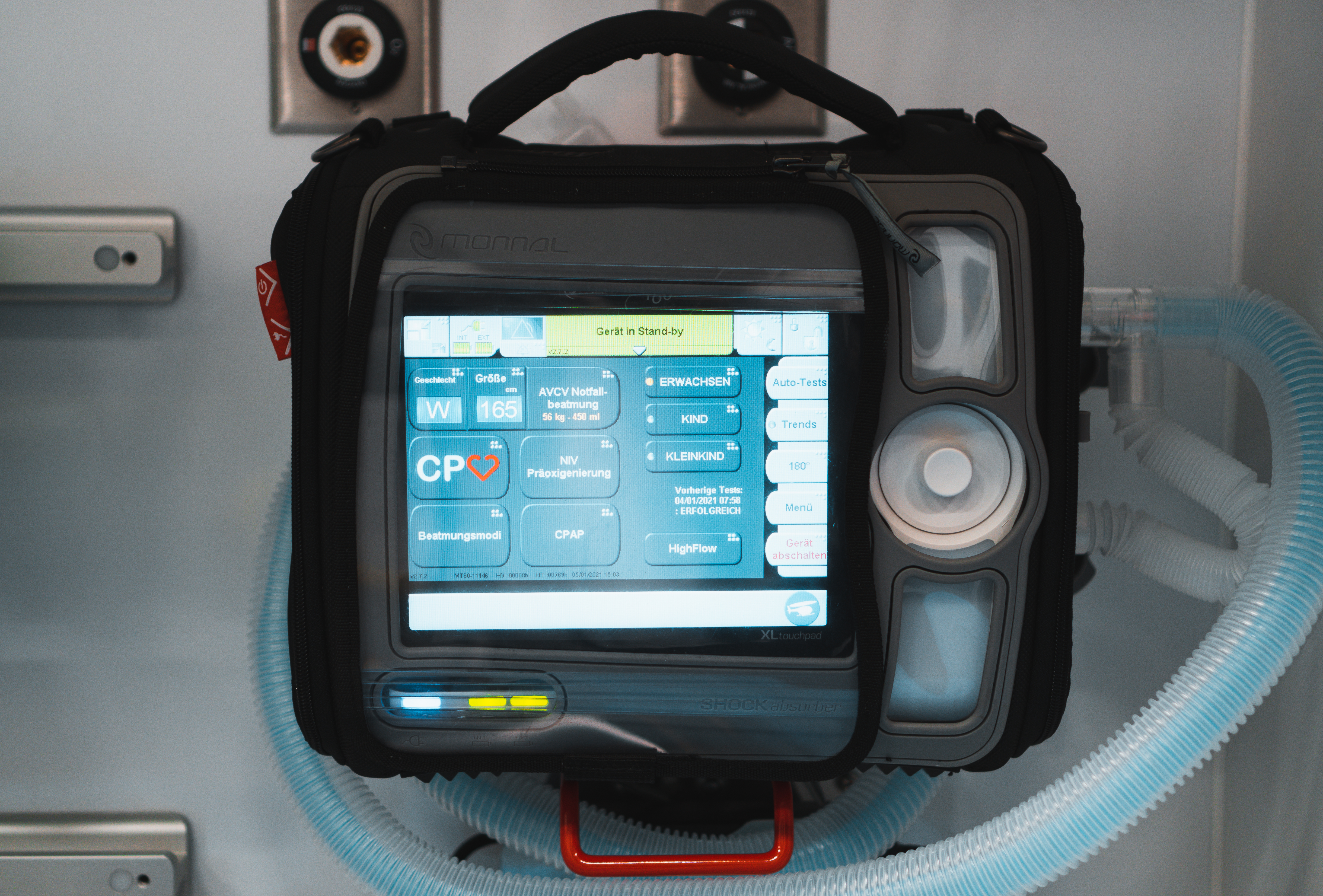
Air Liquide Medical Systems Monnal T60 in einem Intensivtransporter des Grünen Kreuzes

- Stryker vollelektrische Notfalltrage
- Ferno vollelektrische Notfalltrage
- Ferno Patientensessel
- Ferno Spineboards

## Ausbildungszentrum

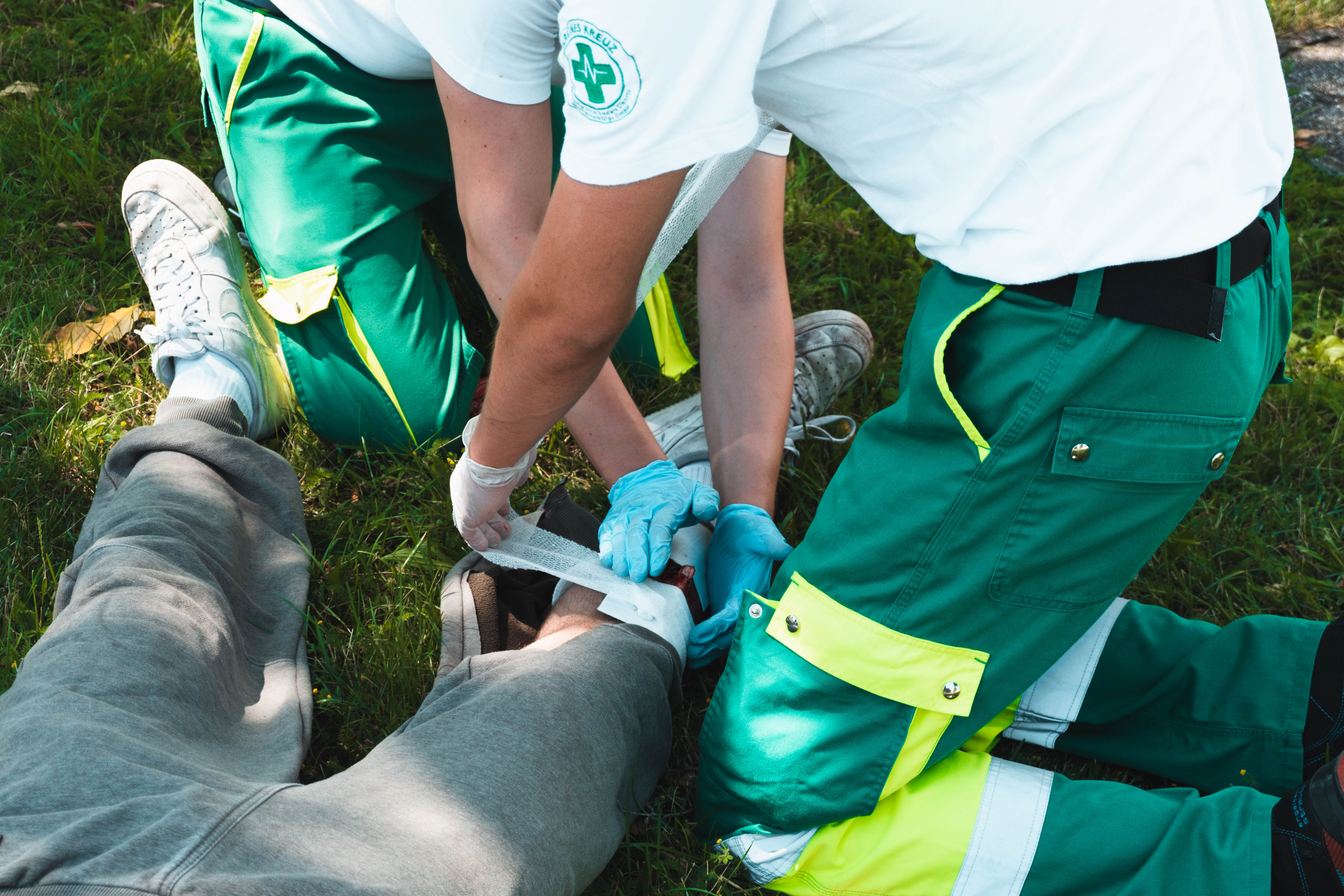
Realistische Unfalldarstellung des Grünen Kreuzes

Das Grüne Kreuz verfügt seit 2015 ein Ausbildungszentrum (ABZ) mit zahlreichen Lehrsälen am Standort Brunner Straße 54. Das Ausbildungszentrum unterweist jährlich eine Vielzahl von Unternehmen und Privatpersonen in der Ersten Hilfe. Ebenfalls werden jährlich ca. 150 Zivildiener zum Rettungssanitäter ausgebildet. Die Kernbereiche des Ausbildungszentrums sind die Ausbildung zum Rettungssanitäter, die Ausbildung zur Ersten Hilfe, die Ausbildung zum Betriebsersthelfer sowie, seit 2021, ein neues Konzept, die Ausbildung zum Notfallsanitäter. Alle Ausbildungen erfolgen nach nationalen und internationalen Standards und Richtlinien. Ein Teil der Ausbildung zum Rettungssanitäter ist der RUD-Tag, beidem bestimmte Verletzungen mit künstlichem Blut und Schminke nachgestellt werden.
Hierbei wird der gestellte Patient komplett von den Sanitätern versorgt, und anschließend in ein Rettungsfahrzeug befördert. Durch diese Übung erhalten die angehenden Rettungssanitäter die Erfahrung, wie sich der Patient fühlt, und können sich somit besser in deren Lage hineinversetzen.
Externe Firmen buchen ebenfalls Kurse beim Grünen Kreuz um ihre Mitarbeiter für die gesetzlich vorgeschriebenen Erste Hilfe Maßnahmen einzuschulen und ggf. zu zertifizieren.